# Chesley Sullenberger
Chesley Burnett "Sully" Sullenberger III (Denison, Texas, 23 de gener de 1951) és un pilot estatunidenc que va fer un amaratge d'emergència del vol 1549 de US Airways al riu Hudson al costat de Manhattan a la ciutat de Nova York el 15 de gener de 2009. Va salvar la vida de les 155 persones que hi havia a bord i tot el món va parlar del “miracle del Hudson”.
Graduat en psicologia i Màster en psicologia industrial de la Universitat de Purdue i en administració pública de la Universitat Northern Colorado. Va servir com a pilot a les Forces Aèries dels Estats Units. Posteriorment va ser pilot d'aviació comercial amb Pacific Southwest Airlines, adquirida per US Airways, fins a la seva retirada al març del 2010.
Defensor de la seguretat durant tota la seva carrera de quatre dècades. Va ser seleccionat per fer tasques d'investigació d'accidents per a la Força Aèria dels Estats Units, i va ser representant de l'Associació de Pilots de Línies Aèries (ALPA). Va exercir com a president local de seguretat aèria de l'ALPA i membre d'un dels comitès tècnics nacionals, on va contribuir a la creació d'una Circular Assessora de l'Administració d'Aviació Federal. També va contribuir a desenvolupar i implementar el curs de Gestió de recursos de tripulació que utilitzava US Airways.
El 2016 es va estrenar Sully, una pel·lícula biogràfica dirigida per Clint Eastwood, protagonitzada per Tom Hanks, amb Laura Linney i Aaron Eckhart. En el film es narra l'amaratge que va fer el capità Sully sobre les aigües congelades del riu Hudson, aclamat als mitjans de comunicació per la seva heroica acció, i alhora es va obrir una investigació que va arribar a posar en dubte la seva carrera. El guió de Todd Komarnicki es basa en el llibre "Highest duty: My search for what really matters", biografia escrita pel mateix pilot, Chesley Sullenberger, i Jeffrey Zaslow.